# پیتزا مخلوط
پیتزا مخلوط فیلمی به کارگردانی حسین قاسمی جامی و نویسندگی برزو نیک‌نژاد محصول سال ۱۳۸۹ است.

## خلاصه داستان
منوچهر و غلام، دو پسرعمو و کارگر یک پیتزافروشی بزرگند که توسط حاجی اداره می‌شود…

## بازیگران
| بازیگران        | نقش        |
| --------------- | ---------- |
| مجید صالحی      | منوچهر     |
| علی صادقی       | غلام       |
| مهران غفوریان   | پدر سعید   |
| سعید آقاخانی    | سعید       |
| آتیلا پسیانی    | حاجی       |
| لیلا اوتادی     | الهام      |
| محسن قاضی مرادی | جناب سروان |
|                 |            |
| یوسف صیادی      | حشمت       |
| الیزابت امینی   | ملوک       |
| حلیمه سعیدی     | مادر سعید  |
| الناز حبیبی     | الهه       |